# Файт фон Папенхайм
Файт (Витус) фон Папенхайм (на немски: Viet (Vitus) von Pappenheim; * 16 юни 1535, Швиндег; † 18 юни 1600, Вилдбад при Вемдинг) е наследствен маршал на Папенхайм и господар на Тройхтлинген в Бавария.

## Биография
Той е най-малкото дете на маршал Улрих фон Папенхайм († 1539) и съпругата му Анна фон Фраунхофен († 1544), наследничка на Швиндег, дъщеря на Якоб I фон Фраунхофен и Барбара фон Волкенщайн.
Файт търси щастието си в чужбина. Четири години е в двора на крал Филип в Испания. Около 1552 г. той се връща в родината си и започва херцогска-баварска служба. Наследява господството Швиндег от брат си Георг († 1553, Регенсбург). През 1555 г. той става официално лутеранец.
През 1568 г. Файт наследява от бездетния си братовчед Ханс Георг цу Папенхайм-Тройхтлинген половината от селището и двореца в Тройхтлинген. Останалата половина той купува от братовчедките си, трите сестри на Ханс Георг, за 28 000 гулдена. Файт може да даде заем от 10 0000 гулдена на бараския херцог, Вилхелм V, и на неговия брат Фердинанд сумата от 6000 гулдена. Той престорява двореца и господството Тройхтлинген. През 1591 г. Файт обаче трябва да продаде баварския Швиндег на рицар Себастиан фон Хауншперг, понеже протестантите в католическа Бавария не са търпени според мира от Аугсбург „Cuius regio, eius religio“.
Файт фон Папенхайм умира на 18 юни 1607 г. на 72 години във Вилдбад при Вемдинг, където е на лекуване.

## Фамилия
Първи брак: през 1556 г. с протестантката Регина фон Кройт цу Щрас († 1592). Те имат шест деца, които умират много малки:
- Анна Мария фон Папенхайм (* 2 февруари 1557)
- Урсула Мария фон Папенхайм (* 30 декември 1558)
- Георг Улрих фон Папенхайм (* 16 юли 1561)
- Мария фон Папенхайм (* 10 юли 1562)
- Мария София фон Папенхайм (* 10 юли 1562)
- Файт фон Папенхайм (* 13 август 1568).

Втори брак: през 1593 г., на 58-годишна възраст, с по-младата с почти четиридесет години католичка фрайин Мария Саломе фон Прайзинг-Копфсбург († 1648/1650), дъщеря на Хайнрих фон Прайзинг, господар на Копфсберг († 1614) и Бенигна Таймер фон Мюлхайм. Те имат пет деца:
- Готфрид Хайнрих фон Папенхайм (* 29 май 1594, Тройхтлинген; † 16 ноември или 17 ноември 1632, Лайпциг, в битката при Лютцен), граф на Папенхайм, фелдмаршал, женен I. за Людмила фон Коловрат-Новоградска (1601 – 1627), II. на 24 юли 1629 г. за Анна Елизабет фон Йотинген-Йотинген (* 3 ноември 1603; † 3 юни 1673)
- Анна Бенигна фон Папенхайм (* 1596; † 1678), графиня, омъжена за Еразмус фон Гера († 14 септември 1657)
- Мария Магдалена фон Папенхайм (* 1597; † 20 декември 1632), графиня, омъжена за Йохан Вармунд фон Прайзинг-цу Алтен-Прайзинг (* 1573; † 9 август 1648)
- Филип Лудвиг фон Папенхайм (* 1598; † 1615)
- Мария Гертруд фон Папенхайм (* 5 юни 1599; † 23 март 1675), графиня, омъжена на 28 октомври 1629 г. в Орт, Австрия, за Йохан Албрехт фон Йотинген-Шпилберг (* 1591; † 18 юни 1632)